# Silk-Gletscher
Der Silk-Gletscher ist ein rund 15 Kilometer langer Gletscher, der von den Osthängen der Churchill Mountains zwischen Mount Frost und Mount Zinkovich zum Nursery-Gletscher fließt. 
Das Advisory Committee on Antarctic Names benannte ihn nach Peter R. H. Silk von der Royal New Zealand Navy, Kommandeur auf der HMNZS Endeavour II in antarktischen Gewässern von 1963 bis 1964.